# Усть-Тым
Усть-Тым — село в России, расположено в Каргасокском районе Томской области.
Население на 1 января 2015 г. — 424 человека.
Глава Усть-Тымского сельского поселения — Алексей Анатольевич Сысолин.

## География
Село расположено на правом берегу Оби, в месте впадения в неё реки Тым, в 107 км от районного центра села Каргасок.

## История
В непосредственной близости от современного с. Усть-Тым располагалось старинное поселение южных селькупов (группа чумэлкуп) юрты Колгуяк / Калгуяк, одно из крупнейших южноселькупских поселений. Название переводится как «устье Тыма»: Ӄа́лкы – Тым (буквально «окунёвая река»), а̄ӄ – рот, устье.
В южноселькупском ареале выделяются отдельные поселения и сгустки поселений, где в разные годы происходила концентрация селькупского населения (особенно значительная в середине XIX в.), на Оби ниже устья Васюгана это юрты Колгуякские — Ачангины — Казальские — Тибинакские. До 1930-х гг., т. е. до массовой ссылки в Нарымский край и массовых русско-селькупских брачных предпочтений, выделенные посёлки-юрты действительно были местом концентрации селькупской этничности, куда стремились вернуться после многолетних миграционных передвижений по просторам Нарымского края те, кто в них родился.
Калгуяк располагался между 1626–32 км Оби. В 1859 г. насчитывалось 27 хозяйств — 154 человека. Жили здесь селькупы Ольчугины / Ольджигины, Тугаровы, Пырсовы, Арнянгины / Орнянжины, Ивашкины / Вашкины, Кычебины, Мурасовы. В 1911 г.: 17 хозяйств — 77 человек жителей, из них 57 селькупов и 20 русских. Поселение относилось к Тымской инородческой волости (1-й половины). Вплоть до начала 1970-х гг. в Калгуяке сохранялись селькупские жилые землянки — карамо.
С ноября 1911 г. по август 1912 г. в юртах Колгуяк жил финский исследователь Кай Доннер, где он занимался изучением языка местных селькупов, выучил его до свободного разговорного уровня и собрал значительный словарный и текстовый материал.

### Археология
Калгуякская находка. В дер. Калгуяк во второй половине XIX в. была найдена медная пластинка продолговатой формы, длиной 13 см, шириной 9 см, изображающая человеческое лицо. Наверху видна часть головного убора. Здесь же находится штифтик, служивший, вероятно, для прикрепления или привешивания. Предмет найден при рытье земли для столбов, на глубине 1,4 м.

### В селькупском фольклоре
Селькупский фольклор рассказывает о древних квелях как о народе, у которого «вместо богов были рыбы». Это были огромные подводные или подземные чудовища, кве́ли кожа́р, которые жили в воде, но могли свободно передвигаться и под землей, прорывая себе путь огромными рогами. Квели-кожары рыли берега, обваливали их и меняли русла рек. Эти мифические чудовища представлялись селькупам в виде полурыб — полулюдей — полулягушек.
Голова у квели-кожара была человеческая. Квели-кожар выходит ночью на берег, садится у воды и чешет себе волосы. Ночью он ходит по деревне, зажигает огонь. Когда начнёт ходить, все умирают, надо уезжать.Записано со слов селькупки А. А. Кулеевой из пос. Калгуяк на Оби, Пелих Г. И. Происхождение селькупов, с. 127.
Также в юртах Колгуякских на Оби было записано предание о том, что у лягушки — шайтанской матери — было две дочери, два солнца, которые жили на противоположных берегах широкой реки. Потом к ним пришёл свататься жених-мороз. Произошла какая-то ссора, и мать-лягушка ушла от них на землю.

## Население
| 2002 | 2005 | 2006 | 2009 | 2010 | 2011 | 2012 | 2013 | 2014 |
| ---- | ---- | ---- | ---- | ---- | ---- | ---- | ---- | ---- |
| 553  | ↗557 | ↘549 | ↘524 | ↘460 | ↗480 | ↘441 | ↘440 | ↘431 |
| 2015 | 2016 | 2017 | 2018 | 2019 | 2020 | 2021 |      |      |
| ↘424 | ↘412 | ↘401 | ↘394 | ↘390 | ↗392 | ↘275 |      |      |